# كلية الحجاوي للهندسة التكنولوجية (جامعة اليرموك)
كلية الحجاوي للهندسة التكنولوجية هي كلية هندسة تابعة لجامعة اليرموك الواقعة في إربد، شمال الأردن. تأسست الكلية عام 1984 بتبرع ودعم من مؤسسة هشام أديب حجاوي العلمية، ومنها أخذت اسمها.

## نبذة عن الكلية
تأسست الكلية بتبرع سخي من مؤسسة هشام أديب حجاوي العلمية بهدف تخريج مهندسين من ذوي الدراية العلمية والمهارات العملية العالية في مجالات الهندسة الكهربائية وتكنولوجيا المعلومات.
يبلغ عدد المختبرات في الكلية 40 مختبراً في مختلف التخصصات، وتتميز الكلية بطرحها مشروع تخرج بواقع 6 ساعات معتمدة، وبإلزامها الطالب تدريباً ميدانياً لمدة ستة أشهر متتالية في المؤسسات والشركات ذات العلاقة بتخصصه بواقع 9 ساعات معتمدة، حيث انعكس التدريب الميداني خلال السنوات الماضية ايجابياً على فرص حصول خريجي الكلية على وظائف مناسبة في تخصصاتهم.

## التخصصات
تمنح الكلية درجة البكالوريوس في التخصصات الآتية:
- هندسة الإلكترونيات
- هندسة الاتصالات
- هندسة الحاسبات
- هندسة القوى الكهربائية
- هندسة النظم والمعلوماتية الطبية والحيوية
- الهندسة الصناعية
- الهندسة المدنية - إدارة إنشاء
- هندسة مدنية - تكنولوجيا البناء
- هندسة العمارة

كما تمنح الكلية درجة الماجستير في الهندسة تخصصات:
- قسم هندسة الحاسبات:
  - الأتمتة الصناعية (بالإنجليزية: Industrial Automation)‏
  - هندسة الحاسوب تخصص النظم المضمنة
  - هندسة الحاسوب - انترنت الأشياء
- اتصالات لاسلكية (بالإنجليزية: Wireless Communications)‏
- هندسة القوى الكهربائية
- هندسة مدنيه - اداره إنشاء
- هندسة مدنيه - تكنولوجيا البناء

## التدريب
وتدعم مؤسسة هشام حجاوي العلمية تدريب العديد من الطلبة في العديد من الدول العربية مثل مصر وقطر وغيرها والأجنبية مثل فرنسا وبريطانيا وغيرها. في الكلية 51 عضو هيئة تدريس في مختلف التخصصات بالإضافة إلى 24 مهندساً وفنياً، وللكلية 26 مبعوثاً في بعثات دراسية للحصول على درجتي الماجستير والدكتوراه في مختلف التخصصات ويدرس في الكلية حالياً ما يزيد عن 2100 طالباً وطالبة.
يوجد للكلية مجلس استشاري صناعي يتألف من عدد من الشخصيات أصحاب الشركات والمصانع في القطاع الخاص ومديري بعض شركات القطاع العام بهدف توطيد العلاقة بين قطاع الصناعة والكلية. كما انشئ في الكلية أكاديمية تدريب على منتجات شركة مايكروسوفت والمعتمد أكاديمياً للتدريب على برمجياتها، وتعد هذه الأكاديمية الأولى من نوعها في الأردن، مما يدعم برامج الكلية للتدريب في مجالات الهندسة وتكنولوجيا المعلومات، وتقوم هذه الأكاديمية بعقد دورا متخصصة للتدرب على برمجيات مايكروسوفت بالتعاون مع مركز الملكة رانيا للدراسات الأردنية وخدمة المجتمع.
وقد قامت الكلية مؤخراً بتطوير وتحديث الخطط الدراسية لدرجة البكالوريوس بما ينسجم ويتلاءم مع التطورات التكنولوجية العالمية الحديثة واحتياجات سوق العمل.
ويوجد في الكلية مجمع الريادة الأكاديمية للتميز الذي أنشئ بهدف تفعيل العلاقة مع قطاعي الصناعة والخدمات ورعاية طلبة الكلية المتميزين ولتوفير فرص التدريب الميداني لهؤلاء الطلبة، ويوجد في المجمع 10 حاضنات أبحاث صناعية لكبرى الشركات العالمية والمحلية حيث يقوم طلبة الكلية المتميزين بالتدرب في هذه الحاضنات.

وإيماناً بأهمية دور عضو هيئة التدريس في مجالات البحث العلمي والتدريس والعلاقة مع الصناعة والأثر الإيجابي لذلك على تحسين مستوى خريج الكلية، فقد قررت مؤسسة هشام أديب حجاوي العلمية تخصيص ثلاث جوائز تشجيعية سنوية للكلية وقيمتها 3900 ديناراً تمنح لأعضاء هيئة التدريس في الكلية عن إنتاجهم في مجالات البحث العلمي وأدائهم وعلاقتهم مع قطاع الصناعة.
تكرّم الكلية طلبتها المبدعين من خلال منح جوائز سنوية لهم بقيمة 2000 دينار مقدمة من شركة كهرباء محافظة إربد ومؤسسة هشام أديب حجاوي العلمية.